# دوبروفو (بيرم كراي)

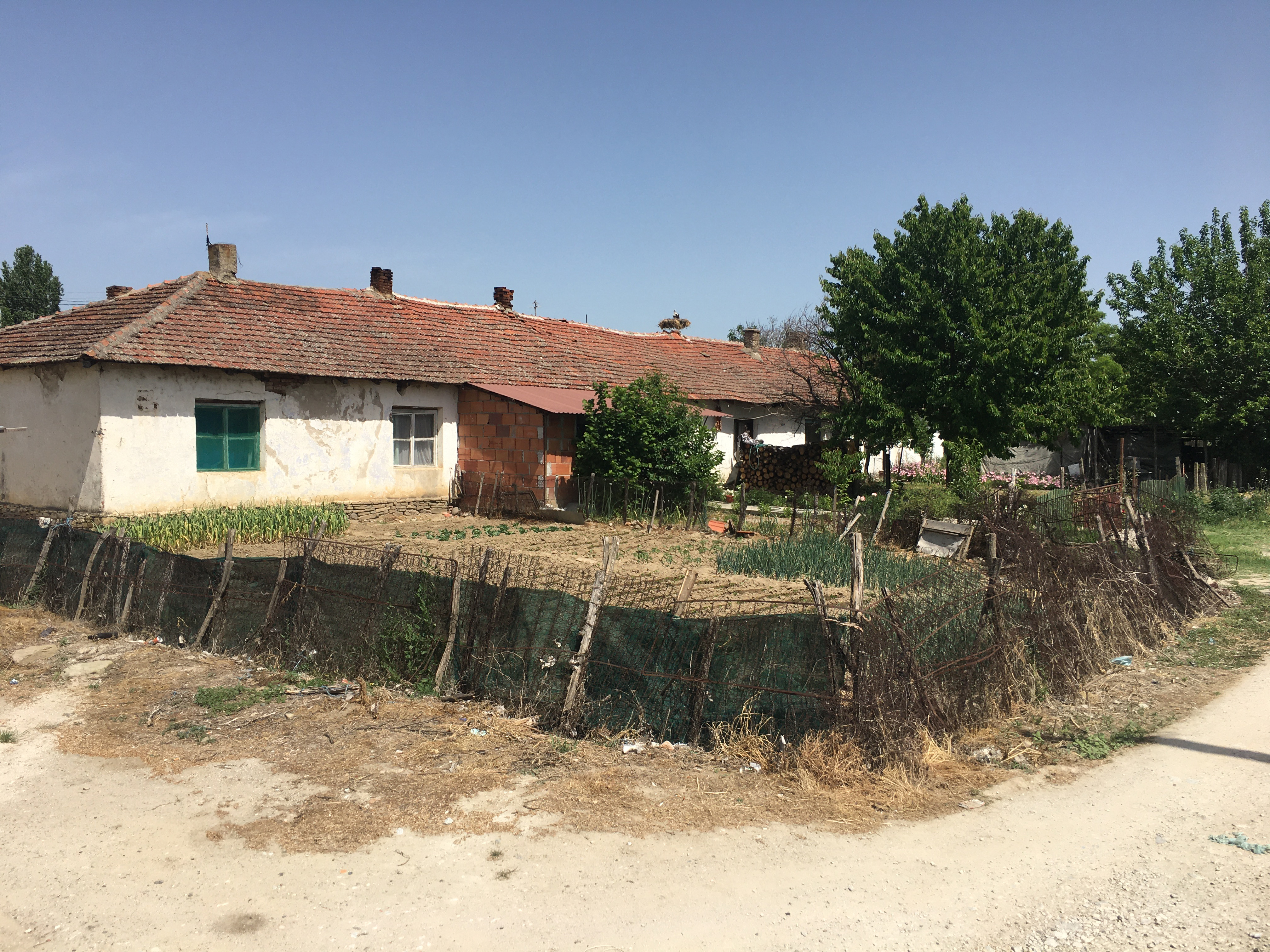

دوبروفو (بالروسية: Дуброво)‏ هي منطقة ريفية (قرية) في مستوطنة دفوريتشينسكوي الريفية في منطقة بيرمسكي في بيرم كراي في روسيا.
بلغ عدد السكان 36 اعتبارًا من عام 2010  يوجد بها 8 شوارع.

## جغرافية
تقع دوبروفو على بعد حوالي 42 كم جنوب شرق بيرم (المركز الإداري للمنطقة). 